# 柯
柯（か）は漢姓の一つ。『百家姓』の164番目の姓である。2020年の中華人民共和国の統計では人数順の上位100姓に入っていないが、台湾の2018年の統計では46番目に多い姓で、102,607人がいる。
春秋時代の呉の君主、柯盧の名前に由来する。中国の華南と東南アジアの華僑に多い。広東語での発音は「オー」である。

## 著名な人物
- 柯劭忞 - 清・中華民国の歴史家。
- ホセ・リサール - フィリピンの革命家。中国系フィリピン人で、漢姓は「柯」である。
- 柯慶施 - 中華人民共和国の政治家。
- 柯文哲 - 台湾の外科医・政治家。
- 柯受良 - 台湾の歌手・俳優。
- 柯有綸 - 台湾の歌手・俳優。
- 柯震東 - 台湾の歌手・俳優。
- 柯潔 - 中華人民共和国の囲碁棋士。